# Hernán Medford
Hernán Evaristo Medford Bryan (San José, 23. svibnja 1968.) je kostarikanski nogometni trener i umirovljeni nogometaš.
Na Svjetskom prvenstvu u Italiji 1990. godine postigao je gol u utakmici protiv Švedske. Nakon talijanskog mundiala nastupao je i za zagrebački Dinamo.